# 스가이 나오키
스가이 나오키(일본어: 菅井 直樹, 1984년 9월 21일 ~ )는 일본의 전 축구 선수이다.

## 구단 경력
그는 2003년부터 2018년까지 J리그의 베갈타 센다이에서 활동하였다.